# Крістіан Гуркюфф
Крістіан Гуркюфф (фр. Christian Gourcuff, нар. 5 квітня 1955, Анвек) — французький футболіст, що грав на позиції півзахисника. По завершенні ігрової кар'єри — тренер.

## Біографія
У дорослому футболі дебютував 1972 року виступами за команду «Ренн», в якій провів два сезони. Згодом грав у складі команд «Берне», «Генгам», «Руан», після чого виступав у Швейцарії за «Ла Шо-де-Фон».
У 1982 році Крістіан підписав контракт з клубом «Лор'ян», де став граючим тренером у віці 27 років. Під його керівництвом клуб дійшов до другого дивізіону за чотири сезони. Але незабаром Крістіан пішов у «Ле-Ман», що грав в третьому дивізіоні, де виступав так само як граючий тренер. Крістіан омолодив команду і вивів її також до другого дивізіону. Втім повернення до Ліги 2 після 17-річної перерви виявилось невдалим і Крістіан Гуркюфф був звільнений від своїх обов'язків у січні 1989 року.
Гуркюфф зіграв один матч за збірну Бретані в 1988 році. Це була гра проти Сполучених Штатів у приміщенні, і завершилась з рахунком 6:2 на користь Бретані. А наступного року француз недовго грав за «Монреаль Супра», який виступав у Канадській футбольній лізі. Після цього він повернувся до тренерської діяльності і працював граючим тренером в аматорському клубі «Пон-л'Аббе».

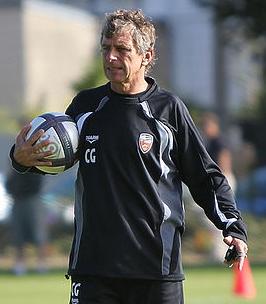
Крістіан Гуркюфф під час роботи з «Лор'яном». 2010 рік.

У 1991 році Крістіана Гуркюффа знову покликали очолити «Лор'ян», який грав у третьому дивізіоні. Він вивів клуб до Дивізіону 2 у своєму першому сезоні в клубі, але не клуб зумів там залишитися у наступному розіграші. Тим не менш Крістіан залишився у команді і 1995 року посів з нею перше місце і знову підвищився у класі. Цього разу тренеру вдалося втримати команду у другому дивізіоні, а у 1998 році, зайнявши друге місце, Гуркюфф вивів «Лор'ян» вперше у своїй історії у вищий дивізіон, за що вдруге отримав звання найкращого тренера Дивізіону 2. З еліти клуб відразу вилетів, посівши шістнадцяте місце в чемпіонаті, але повернувся через два роки, знову посівши друге місце в Дивізіоні 2. Несподівано для багатьох, він покинув «Лор'ян» у цей момент після десяти років роботи, щоб приєднатися до іншого клубу вищого дивізіону, «Ренна», і таким чином упустив найбільший успіх «Лор'яна» в історії, який стався у сезоні 2001/02, коли вони виграли Кубок Франції.
В травні 2002 року Гуркюфф очолив катарський клуб «Аль-Гарафа», з яким став віце-чемпіоном Катару та фіналістом Кубка наслідного принца Катару, після чого повернувся до Франції, де протягом наступних одинадцяти років знову тренував «Лор'ян». Він знову вивів їх у Лігу 1 у 2006 році, де клубу та його тренеру вперше вдалося не вилетіти одразу після сезону на найвищому рівні. Лише після сезону 2013/14 через постійні розбіжності з новим президентом клубу Лоїком Фері, в тому числі продаж бьез згоди тренера перспективного півзахисника Маріо Леміна, Гуркюфф покинув «Лор'ян», провівши на тренерській лавці клубу понад 400 ігор.
19 липня 2014 року Гуркюфф був офіційно призначений новим тренером національної збірної Алжиру, змінивши Вахіда Халілходжича. Алжир виграв свої перші чотири ігри під керівництвом нового тренера і вийшов на Кубок африканських націй 2015 року в Екваторіальній Гвінеї. Там алжирці під керівництвом Крістіана дійшли до чвертьфіналу, де програли Кот-д'Івуару (1:3), майбутньому переможцю турніру. Незважаючи на те, що Гуркюфф вивів Алжир і на наступний континентальний турнір 2017 року, посівши перше місце у групі відбору, у квітні 2016 року він передчасно розірвав свій контракт з асоціацією. Цей крок він пояснив тим, що в 61 рік його знову потягнуло до щоденної роботи в клубній команді.
10 травня 2016 року Крістіан очолив «Ренн», куди повернувся через чотирнадцять років після його звільнення з бретонського клубу. Після першого сезону, який команда під керівництвом Гуркюффа закінчила на дев'ятому місці в чемпіонаті, команда розпочала сезон 2017/18 з труднощами, здобувши лише одну перемогу в перших 9 турах, що опустило її в зону вильоту, хоча згодом вони здобули 3 перемоги поспіль, які дозволили піднятися на 10 місце. Тим не менш 7 листопада 2017 року, через 3 дні після призначення Олів'є Летанга новим президентом «Рена», Гуркюфф покинув посаду, оскільки новий керівник хотів бачити іншого керманича.
У сезоні 2018/19 Гуркюфф знову тренував катарський клуб «Аль-Гарафа», а 8 серпня 2019 року очолив «Нант». Його дебют на тренерській лаві в новому клубі відбувся лише через 3 дні, в грі проти «Лілля», і завершився поразкою 1:2. Проте команді вдалося виграти 5 із наступних 7 матчів Ліги 1. В результаті 23 грудня 2019 року, привівши «Нант» до 5 місця в кінці першого кола чемпіонату, він продовжив свій контракт з клубом ще на рік. Друга половина сезону виявилась не такою вдалою і його команда закінчила чемпіонат лише на 13-й позиції. Так само клуб не демонстрував високих результатів і наступного сезону, через що 8 грудня 2020 року він був звільнений після домашньої поразки від «Страсбурга» з рахунком 0:4, здобувши лише 13 очок у перших 13 турах Ліги 1 2020/21.

## Особисте життя
Його син Йоанн також став футболістом і представляв Францію на чемпіонаті світу 2010 року.
У березні 2013 року Крістіану Гуркюффу присвоєно звання Кавалера Почесного легіону.

## Досягнення
Тренер
- Володар Кубка зірок Катару (1):

«Аль-Гарафа»: 2018/19